# サイード・モラエイ
サイード・モラエイ（Saeid Mollaei, ペルシア語: سعید ملایی, モンゴル語: Саид Моллаи, 1992年1月5日 - ）は、アゼルバイジャンの柔道家。イラン出身。階級は81kg級。身長176cm。

## 経歴
7歳の時にレスリングを始めて、19歳の時に柔道へ転向したという。2011年のアジアジュニア73kg級で3位になるが、世界ジュニアでは7位に終わった。その後階級を81kg級に上げて一定の活躍を示すも、2016年のリオデジャネイロオリンピックでは初戦で今大会優勝したロシアのハサン・ハルムルザエフに指導3で敗れた。
2017年にはイスラム諸国連帯競技大会で優勝するが、グランドスラム・バクーとアジア選手権では2位にとどまった。世界選手権では準決勝でイタリアのマッテオ・マルコンチーニに敗れるが、3位決定戦で地元ハンガリーのチョクニャイ・ラスローに一本勝ちして3位になった。
2018年のアジア大会では決勝でカザフスタンのディダル・ハムザと対戦すると、技ありを先取しながら終了と同時に逆転の反則負けを喫して2位に終わった。アゼルバイジャンのバクーで開催された世界選手権では、決勝で日本の藤原崇太郎を合技で破って、2003年の世界選手権66kg級を制したアラシュ・ミレスマイリ以来15年ぶりにイランの選手が優勝することになった。
続くグランドスラム・アブダビでは準決勝でベルギーのマティアス・カスと対戦するも、開始早々に左足首を挫いたとして棄権負けになった。しかし、IJFからは今回の一件が決勝でイスラエルのサギ・ムキとの対戦を避けるための虚偽申告だと判断されることはなかった。なお、2018年には世界ランキング年間1位となった。
2019年のグランドスラム・パリでは準々決勝で世界ランキング209位に過ぎないカザフスタンのラスラン・ムサエフに開始早々の一本背負投で敗れたが、続く準決勝でムキと対戦することを避けるための意図的な敗戦だったとの疑いがもたれている。モラエイはその後の3位決定戦でリオデジャネイロオリンピックで優勝したハルムルザエフを小外刈で破った直後に右膝を負傷したというアピールをして医務室に向かったため、今大会で2位になったムキが待つ表彰台に姿を現すことはなかった。
この一連の事態にIJF会長であるマリウス・ビゼールはTwitter上で、選手がいかにして敗れたかを説明するのは容易なことではないので、注意深くこのケースを分析して、この問題の正しい解決方法を見出すように努めると述べた。その一方で、選手の望みと国の方針が齟齬を来たす場合、自身や家族の立場を考慮すればモラエイが国の方針に背くのはほとんど不可能だとの見解も示した。
グランプリ・フフホトでは決勝で藤原を背負投で破って優勝したが、グランプリ・ザグレブでは準決勝でカナダのアントワーヌ・ヴァロア＝フォルティエに技ありで敗れて3位に終わった。前年の2月以来世界ランク1位を維持しており、東京で開催される世界選手権に出場予定だったものの、イスラエルの選手と対戦する可能性が少なからずあることから、イスラエル選手との対戦を容認しないイラン政府の政策に従わざるを得ず出場しないとも報じられたが、結果として参加することになった。
その世界選手権ではムキが決勝を決めた直後の準決勝でカスにGSに入ってから腕挫十字固で敗れた。イスラエル柔道連盟会長のモシェ・ポンテは、モラエイはムキとの対戦を避けるためにわざと負ける様に強要されたと述べた。3位決定戦でもジョージアのルカ・マイスラゼに合技で敗れて5位に終わり、表彰台でイスラエルのムキと並び立たなかった。
その後IJF会長のビゼールは、イラン側がモラエイ本人や家族に対して試合を棄権するよう圧力をかけたことを明らかにして、イラン側の対応を厳しく批判した。モラエイ本人も大会後、イランオリンピック委員会会長のサイド・レザ・サレヒ・アミリとスポーツ大臣のダバル・ザニから試合中に棄権を強要されたことを明らかにした。「家族と私に何が起こるかを恐れている」「私は最後まで闘いたいが、国が許さない。助けが必要だ」とも訴えた。
IJFに救いを求めたモラエイはビザを所有しているドイツに滞在していることから、ビゼールはモラエイを難民選手団の一員として東京オリンピックに出場させたい意向を示した。なお、モラエイ本人はドイツに難民申請するつもりはなく、東京オリンピックには難民選手団でなくオリンピック旗の下、中立の立場での参加を希望すると語った。その後、滞在しているドイツの当局から正式な難民認定を受けることになった。また、ビゼールはこの件でイラン柔道連盟を処分する可能性を示唆すると、続いて正式な資格停止処分を下した。
11月のグランドスラム・大阪には難民選手団の一員としてIJF名義での出場となったが、準々決勝で藤原に支釣込足で敗れると、敗者復活戦でもオランダのフランク・デ・ウィットに内股で敗れて7位に終わった。
12月からはモンゴルに国籍を変更して、オリンピック代表を狙うことになった。モンゴル代表として初めての大会出場となったワールドマスターズでは2回戦でイタリアのクリスティアン・パルラティに敗れた。
2020年3月にはIOCから正式にモンゴル国籍への変更が承認されたことにより、モンゴル代表でオリンピックに出場することが可能となった。
2021年2月にはグランドスラム・テルアビブに出場するためイスラエルのテルアビブへ出向くと、ベングリオン空港でポンテの歓待を受けた。イラン出身のスポーツ選手がイスラエルの大会に参加するのは1979年のイラン革命以来初めてのこととなった。この際にモラエイは、「スポーツと政治は別だ。私はスポーツマン。政治問題は決して関係ない」と語ると、IJFは「真の友好をもたらし、懸け橋となった」と賞賛、イスラエルのマスコミも「歴史的偉業」と形容した。その一方で、イラン柔道連盟会長のミレスマイリはモラエイを利己的で愚かなアスリートだと非難した。試合では友人の世界チャンピオンであるムキが2回戦で敗れたため対戦はならず、決勝でウズベキスタンのシャロフィディン・ボルタボエフに敗れて2位に終わった。
6月の世界選手権では準々決勝でボルタボエフに敗れると、敗者復活戦でも藤原に敗れて7位に終わったが、3回戦でイスラエルの選手と対戦して一本勝ちした。
続いて7月に日本武道館で開催された東京オリンピックでは準々決勝でジョージアのタト・グリガラシビリに合技で逆転勝ちするなどして勝ち上がると、決勝では日本の永瀬貴規に技ありで敗れるも2位となり銀メダルを獲得した。なお、準決勝で対戦する可能性があったムキは3回戦で敗退したため、またも対戦することはなかった。
モンゴル柔道連盟との契約が切れたため、2022年からは本人の強い希望でアゼルバイジャン代表として国際大会に出場することが決まった。アゼルバイジャン代表として初の国際大会出場となった7月のグランドスラム・ブダペストでは、3回戦でかつて政治的理由から対戦できなかったムキと初対戦の機会を得ると、崩袈裟固で勝利した。しかし、その後の決勝ではブラジルのギリェルメ・シュミットに反則負けを喫して2位にとどまった。12月にエルサレムで開催されたワールドマスターズでは決勝でグリガラシビリに技ありで敗れて2位にとどまった。2023年10月にIOCによりアゼルバイジャンへの国籍変更が正式に認められた。
IJF世界ランキングは4351ポイント獲得で8位（24/1/29現在）。

## 主な戦績
73kg級での戦績
- 2011年 - アジアジュニア 3位
- 2011年 - 世界ジュニア 7位

81kg級での戦績
- 2015年 - グランプリ・サムスン 3位
- 2015年 - アジア選手権 3位
- 2015年 - グランプリ・ウランバートル 3位
- 2015年 - 世界軍人選手権大会 3位
- 2016年 - アジア選手権 3位
- 2017年 - グランドスラム・バクー 2位
- 2017年 - グランプリ・トビリシ 3位
- 2017年 - イスラム諸国連帯競技大会 優勝
- 2017年 - アジア選手権 2位
- 2017年 - 世界選手権 3位
- 2017年 - グランドスラム・アブダビ 3位
- 2017年 - グランプリ・ハーグ 3位
- 2018年 - グランドスラム・デュッセルドルフ 優勝
- 2018年 - グランドスラム・エカテリンブルグ 3位
- 2018年 - アジア大会 2位
- 2018年 - 世界選手権 優勝
- 2018年 - グランドスラム・アブダビ 5位
- 2019年 - グランドスラム・パリ 3位
- 2019年 - グランプリ・フフホト 優勝
- 2019年 - グランプリ・ザグレブ 3位
- 2019年 - 世界選手権 5位
- 2019年 - グランドスラム・大阪 7位
- 2020年 - グランドスラム・ブダペスト 3位
- 2021年 - グランドスラム・テルアビブ 2位
- 2021年 - アジア・オセアニア選手権 3位
- 2021年 - 世界選手権 7位
- 2021年 - 東京オリンピック 2位
- 2021年 - 東京オリンピック混合団体 7位
- 2022年 - グランドスラム・ブダペスト 2位
- 2022年 - グランプリ・ザグレブ 2位
- 2022年 - ヨーロッパオープン・リッチョーネ 3位
- 2022年 - グランドスラム・バクー 優勝
- 2022年 - ワールドマスターズ 2位
- 2023年 - グランドスラム・アンタルヤ 2位
- 2024年 -　グランプリ・オディベーラス　3位

（出典、JudoInside.com）